# Маковье (Чечерский район)
Маковье (бел. Макаўе) — упразднённый посёлок в Нисимковичском сельсовете Чечерского района Гомельской области Беларуси.

## География

### Расположение
В 23 км на восток от Чечерска, 60 км от железнодорожной станции Буда-Кошелёвская (на линии Гомель — Жлобин), 88 км от Гомеля.

### Гидрография
На востоке, юге и западе мелиоративные каналы, соединённые с рекой Зборхов (приток реки Сож).

## Транспортная сеть
Транспортные связи по просёлочной, затем автомобильной дороге Бабичи — Светиловичи. Деревянные крестьянские усадьбы расположены около просёлочной дороги.

## История
Основан в начале 1920-х годов переселенцами из соседних деревень на бывших помещичьих землях. В 1931 году организован колхоз. 7 жителей погибли на фронтах Великой Отечественной войны. Согласно переписи 1959 года в составе совхоза «Нисимковичи»(центр — деревня Нисимковичи).

## Население

### Численность
- 2004 год — жителей нет.

### Динамика
- 1959 год — 60 жителей (согласно переписи).
- 1999 год — 2 хозяйства, 2 жителя.
- 2004 год — жителей нет.